# Время (издательство)
Издательство «Время» было создано в 2000 году. Выпускает современную русскую прозу и поэзию, русскую классику XX века, документальную прозу, критику, литературоведение, книги для детей.

## Издательство и его авторы
Напечатаны книги: Майи Кучерской, Саши Филипенко, Анатолия Курчаткина, Олега Павлова, Марии Рыбаковой, Ильи Рубинштейна, Александра Иличевского, Марка Харитонова, Полины Жеребцовой, Станислава Востокова.
Вышли в свет многотомники собраний сочинений: Н. Гоголя, В. Высоцкого, Ф. Искандера, М. Зощенко, И. Губермана, И. Бабеля, А. Сахарова, Э. Тополя, В. Быкова (на белорусском и русском языках), М. Жванецкого — постоянного автора издательства, книги и диски которого периодически допечатываются.
Издано впервые в России 30-томное полное собрание сочинений Александра Солженицына, в частности — 10 томов «Красного колеса» и трёхтомник «Архипелаг ГУЛАГ» в новой, окончательной, авторской редакции, над которой Александр Исаевич работал до последних дней.
Собрание сочинений Андрея Платонова в 8 томах, получившее гран-при национального конкурса «Книга года» в 2011 году.
Серия «Поэтическая библиотека», в которой вышли более пятидесяти книг: Юрия Левитанского, Давида Самойлова, Андрея Вознесенского, Юнны Мориц, Генриха Сапгира, Леонида Губанова, Тимура Кибирова, Николая Глазкова, Дмитрия Бобышева, Инны Кабыш, Александра Кушнера, Игоря Иртеньева, Александра Ревича, Сергея Соколкина, Вадима Степанцова,.
Многие собрания сочинений и отдельные издания «Времени» из-за своего небольшого тиража в 1000-3000 тыс. экземпляров являются редкими.

## Украина не Россия
Книга «Украина — не Россия» Л. Кучмы издана в 2003 году.

## Книжные серии
- Триумфы
- Поэтическая библиотека
- Самое время!
- Высокое чтиво
- Лёгкое чтиво
- Литературоведение
- Документальный роман
- Время — детство!
- Диалог
- Аудиокниги
- Диалог: Сам себе психолог
- Диалог: Литературоведение, культура, искусство
- Диалог: Дело
- Диалог: Политика, история, наука, экономика
- Роман-мистерия
- Опасные связи
- Порри Гаттер
- Проза Олега Павлова
- Проверено временем
- Сквозь время

## Награды
- Андрей Немзер «„Красное колесо“ Александра Солженицына. Опыт прочтения» — шорт-лист премии «Просветитель»
- Тимур Кибиров «Лада, или Радость» — длинный список «Русского Букера»
- Евгений Клюев «Андерманир штук» — длинный список «Русского Букера», короткий список «Большой книги»
- Борис Евсеев «Евстигней» — короткий список «Большой книги»
- Елена Катишонок «Против часовой стрелки» — длинный список «Большой книги» (2010)
- Елена Катишонок «Когда уходит человек» — длинный список «Большой книги» (2011)
- Елена Катишонок «Жили-были старик со старухой» — лауреат премии «Ясная поляна» (2011)
- Всеволод Бенигсен «Раяд» — длинный список литературной премии «Новая словесность» («НОС»), длинный список премии «Большая книга»
- Олег Павлов «Асистолия» — короткий список восьмого сезона литературной премии «Ясная поляна», длинный список премии «Русский Букер», короткий список «Большой книги».
- Андрей Жвалевский, Евгения Пастернак «Время всегда хорошее» — премия «Алиса» 10-й юбилейной конференции по вопросам фантастики «РосКон»
- Тимур Кибиров «Греко- и римско-кафолические песенки и потешки» — диплом «Лучшая книга года» премии «Московский счёт» — 2010 года за лучшую поэтическую книгу года; поэтическая премия «Антология» (журнала «Новый мир») (2009).
- Марина Бородицкая «Ода близорукости» — диплом «Лучшая книга года» премии «Московский счёт» — 2010 года за лучшую поэтическую книгу года.
- Александр Тимофеевский «Краш-тест» — лауреат поэтической премии «Антология» (журнала «Новый мир») (2009).
- Всеволод Бенигсен «ГенАцид» — короткий список премии «Русский букер», лонг-лист премии «Большая книга», лауреат премии «Книга года» в номинации «Дебют» (2009), лонг-лист премии «НОС», Премия журнала «Знамя» за лучший дебют 2008 года.
- Равиль Бухараев «Отпусти мою душу на волю» — лауреат национального конкурса «Книга года» в номинации «Поэзия года» (2009).
- Борис Евсеев «Лавка нищих» — короткий список премии «Большая книга», финалист премии «Ясная поляна» (2009).
- Руслан Киреев «50 лет в раю» — короткий список премии «Ясная поляна» (2009).
- Юнна Мориц «Рассказы о чудесном» — длинный список премии «Большая книга» (2009).
- Мария Рыбакова «Острый нож для мягкого сердца» — длинный список премии «Большая книга» (2009).
- Андрей Жвалевский и Евгения Пастернак «Правдивая история Деда Мороза» — «Малая премия» Национальной детской литературной премии «Заветная мечта» (2008).
- Александр Иличевский «Пение известняка» — короткий список премии «Большая книга» (2008).
- Руслан Киреев «50 лет в Раю» — финалист премии «Большая книга» (2008).
- Игорь Иртеньев «Точка ру» — лауреат независимой литературной премии «Дебют» (2008).
- Сергей Чупринин «Русская литература сегодня. Большой путеводитель» — лауреат независимой литературной премии «Дебют» (2008).
- Александр Иличевский «Матисс» — победитель конкурса на лучший роман «Русский Букер» (2007).
- Майя Кучерская «Бог дождя» — победитель конкурса на лучший роман «Русский Букер», названный студенческим жюри (2007).
- Издательство «Время» — первый приз ежегодного конкурса журнала «Книжный бизнес» «за выдающиеся успехи в книжном бизнесе» (2006).
- Фред Адра «Лис Улисс» — Национальная детская литературная премия «Заветная мечта» — Большая премия (2006).
- Андрей Жвалевский и Игорь Мытько «Здесь Вам не причинят никакого вреда» — Национальная детская литературная премия «Заветная мечта» за самую смешную книгу (2006).
- Андрей Вознесенский «СтиXXI» — победитель конкурса «Книга года» в номинации «Поэзия» (2006).
- Главный художник издательства «Время» Калныньш Валерий Янович — лауреат премии «Человек книги» в номинации «Главный художник» (2006).
- Артур Гиваргизов «Тры-тры-тры мы автобус и другие» — победитель Всероссийского конкурса произведений для детей и юношества «Алые паруса» (2006).
- Станислав Востоков «Остров, одетый в джерси» — победитель Всероссийского конкурса произведений для детей и юношества «Алые паруса» (2006).
- Майя Кучерская «Современный патерик» — лауреат «Бунинской премии» (2006).
- Юрий Кублановский «Дольше календаря» — лауреат Государственной Пушкинской премии (2006).
- Художник Валерий Калныньш (серия «Поэтическая библиотека» и книга Юнны Мориц «По закону — привет почтальону») — премия «Букбери» за лучший дизайн (2005).
- Юнна Мориц «По закону — привет почтальону» — победитель конкурса «Книга года» в номинации «Поэзия» (2005).
- Тимур Кибиров «Стихи» — лауреат конкурса «Книга года» в номинации «Поэзия» (2005).
- Татьяна Бек «Сага с помарками» — лауреат конкурса «Книга года» в номинации «Поэзия» (2005).
- Борис Евсеев «Романчик» — обладатель Горьковской литературной премии в номинации «художественная проза» (2005).
- Максим Амелин «Конь Горгоны»— лауреат поэтической премии «Anthologia», лауреат премии «Московский счет» (2005).
- Директор издательства «Время» Гладкова Алла Михайловна — лауреат премии «Человек книги» в номинации «Главный редактор» (2004).
- Евгений Гришковец «Рубашка» — победитель конкурса «Книга года» в номинации «Дебют» (2004).
- Мариэтта Чудакова «Дела и ужасы Жени Осинкиной: Тайна гибели Анжелики» — победитель Первого Всероссийского конкурса произведений для детей и юношества «Алые паруса» (2004).
- Фазиль Искандер Собрание сочинений в 10 томах — первое место в номинации «За высокую культуру массовой книги» Первого Международного конкурса «Искусство книги» (2004).
- Анатолий Курчаткин «Солнце сияло» — победитель конкурса «Российский сюжет» (2004).
- Давид Самойлов «Поденные записи», серия «Волшебная страна Оз» — первая премия конкурса «Лучшее внешнее оформление книги» группы компаний «Дубль В» (2001)
- Серия «Поэтическая библиотека» — победитель конкурса «Книга года» в номинации «Поэзия» (2001).
- Михаил Жванецкий и издательство «Время» — первый приз ежегодного конкурса журнала «Книжный бизнес» «за выдающиеся успехи в книжном бизнесе» в номинации «Эпохально!» (2001).